# Olympische Sommerspiele 2020/Gewichtheben – Mittelgewicht (Männer)
Das Gewichtheben der Männer in der Klasse bis 81 kg (Mittelgewicht) bei den Olympischen Sommerspielen 2020 in Tokio fand am 31. Juli 2021 im Tokyo International Forum statt. Es traten 14 Athleten aus 14 Ländern an.
Der Wettkampf bestand aus zwei Teilen: Reißen (Snatch) und Stoßen (Clean and Jerk). Die Athleten traten in zwei Gruppen zuerst im Reißen an, bei dem sie drei Versuche hatten. Gewichtheber ohne gültigen Versuch schieden aus. Im Stoßen hatte wieder jeder Athlet drei Versuche. Der Athlet mit dem höchsten zusammenaddierten Gewicht gewann. Im Falle eines Gleichstandes hätte das geringere Körpergewicht den Ausschlag gegeben.

## Titelträger
| Weltmeister     | Reißen    | Lü Xiaojun       | 171 kg | WM 2019 in Pattaya     |
| Weltmeister     | Stoßen    | Lü Xiaojun       | 207 kg | WM 2019 in Pattaya     |
| Weltmeister     | Zweikampf | Lü Xiaojun       | 378 kg | WM 2019 in Pattaya     |
| Olympiasieger * | Zweikampf | Nischat Rachimow | 379 kg | 2016 in Rio de Janeiro |

## Rekorde

### Bestehende Rekorde
| Weltrekord | Reißen    | Li Dayin   | 175 kg | Tashkent, Usbekistan | 21. April 2021     |
| Weltrekord | Stoßen    | Lü Xiaojun | 207 kg | Pattaya, Thailand    | 22. September 2019 |
| Weltrekord | Zweikampf | Lü Xiaojun | 378 kg | Pattaya, Thailand    | 22. September 2019 |

Das Gewichtheben der Männer fand bisher bei keinen Olympischen Sommerspielen in der Gewichtsklasse bis 81 kg statt. Daher gab es vor den Spielen in Tokio noch keine olympischen Rekorde in dieser Klasse.

### Neue Rekorde
| Olympischer Rekord | Reißen    | Lü Xiaojun | 170 kg | Tokio, Japan | 31. Juli 2021 |
| Olympischer Rekord | Stoßen    | Lü Xiaojun | 204 kg | Tokio, Japan | 31. Juli 2021 |
| Olympischer Rekord | Zweikampf | Lü Xiaojun | 374 kg | Tokio, Japan | 31. Juli 2021 |

## Zeitplan
- Gruppe B: 31. Juli 2021, 11:50 Uhr (Ortszeit)
- Gruppe A: 31. Juli 2021, 15:50 Uhr (Ortszeit)

## Endergebnis
| Rang | Athlet                 | Nation                  | Gr. | Kgw.  | Reißen (kg) | Reißen (kg) | Reißen (kg) | Reißen (kg) | Stoßen (kg) | Stoßen (kg) | Stoßen (kg) | Stoßen (kg) | Zweikampf |
| Rang | Athlet                 | Nation                  | Gr. | Kgw.  | 1           | 2           | 3           | Gesamt      | 1           | 2           | 3           | Gesamt      | Zweikampf |
| ---- | ---------------------- | ----------------------- | --- | ----- | ----------- | ----------- | ----------- | ----------- | ----------- | ----------- | ----------- | ----------- | --------- |
| 1    | Lü Xiaojun             | China                   | A   | 80,75 | 165         | 165         | 170         | 170         | 197         | 204         | 210         | 204         | 374       |
| 2    | Zacarías Bonnat        | Dominikanische Republik | A   | 80,90 | 158         | 163         | 163         | 163         | 198         | 202         | 204         | 204         | 367       |
| 3    | Antonino Pizzolato     | Italien                 | A   | 80,90 | 165         | 165         | 168         | 165         | 200         | 203         | 210         | 200         | 365       |
| 4    | Harrison Maurus        | Vereinigte Staaten      | A   | 80,95 | 153         | 158         | 161         | 161         | 195         | 200         | 205         | 200         | 361       |
| 5    | Brayan Rodallegas      | Kolumbien               | A   | 80,80 | 163         | 168         | 168         | 163         | 195         | 196         | 200         | 196         | 359       |
| 6    | Ritvars Suharevs       | Lettland                | A   | 80,90 | 158         | 158         | 163         | 163         | 190         | 195         | 198         | 195         | 358       |
| 7    | Nico Müller            | Deutschland             | A   | 80,90 | 155         | 159         | 161         | 159         | 190         | 195         | 195         | 195         | 354       |
| 8    | Andrés Mata            | Spanien                 | A   | 80,70 | 154         | 158         | 161         | 158         | 189         | 189         | 189         | 189         | 347       |
| 9    | Erkand Qerimaj         | Albanien                | B   | 80,55 | 151         | 155         | 157         | 157         | 181         | 185         | 187         | 181         | 338       |
| 10   | Amur Salim Al-Khanjari | Oman                    | B   | 81,00 | 130         | 137         | 140         | 140         | 170         | 176         | 177         | 177         | 317       |
| 11   | Cameron McTaggart      | Neuseeland              | B   | 80,80 | 135         | 140         | 145         | 140         | 170         | 175         | 178         | 175         | 315       |
| 12   | Ramzi Bahloul          | Tunesien                | B   |       | 136         | 140         | 140         | 136         | 164         | 171         | —           | 164         | 300       |
| —    | Rejepbaý Rejepow       | Turkmenistan            | A   | 80,95 | 160         | 164         | 167         | 164         | 195         | 195         | 198         | —           | —         |
| —    | Arley Méndez           | Chile                   | A   | 81,00 | 160         | 163         | 165         | 160         | 190         | 190         | 190         | —           | —         |